# Conflito Ruainga
O conflito Ruainga refere-se aos violentos confrontos no norte do estado de Raquine, em Mianmar (anteriormente conhecido como Arracão, Birmânia). O conflito tem sido caracterizado pela violência sectária entre as comunidades budistas arracanesas e o povo muçulmano ruainga (rohingya), ataques a civis ruaingas pelas forças de segurança de Mianmar,  e confrontos armados entre insurgentes e forças de segurança nos municípios de Buthidaung, Maungdaw e Rathedaung, que fazem fronteira com Bangladexe.
O conflito na região surge principalmente a partir da diferenciação religiosa e social entre os budistas arracaneses e os muçulmanos ruaingas. Durante a Segunda Guerra Mundial na Campanha da Birmânia (atual Mianmar), os muçulmanos ruaingas, que se aliaram aos britânicos devido a promessa de um estado muçulmano em troca, lutaram contra os budistas arracaneses locais, que eram aliados dos japoneses. Após a independência em 1948, o recém-formado governo de união predominantemente budista negou cidadania aos ruaingas, submetendo-os a uma extensa discriminação sistemática no país. Isso tem sido amplamente comparado ao apartheid por muitos acadêmicos internacionais, analistas e figuras políticas, incluindo Desmond Tutu, um famoso ativista sul-africano anti-apartheid.
De 1947 a 1961, os mujahidins ruaingas locais combateram as forças do governo na tentativa de permitir que a região majoritariamente povoada pelos ruaingas em torno da península de Mayu no norte de Arracão (atual Estado de Raquine) obtivesse autonomia ou se separasse, para que pudesse ser anexada pelo Paquistão Oriental (atual Bangladexe). Durante o final da década de 1950 e início da década de 1960, os mujahidins perderiam a maior parte do seu ímpeto e apoio, levando a maioria deles a se renderem às forças do governo.
Na década de 1970, um movimento separatista ruainga emergiu a partir dos remanescentes mujahidins, e os combates culminaram com o governo birmanês lançando uma enorme operação militar chamada Operação Rei Dragão em 1978 para expulsar os chamados "forasteiros". Na década de 1990, a bem armada Organização da Solidariedade Ruainga (OSR) foi a principal responsável por ataques às autoridades birmanesas perto da fronteira entre Bangladexe e Mianmar. O governo birmanês respondeu militarmente com a Operação Pyi Thaya, mas não conseguiu desarmar a Organização da Solidariedade Rohingya.
Em outubro de 2016, surgiram confrontos na fronteira entre Bangladexe e Mianmar entre as forças de segurança governamentais e um novo grupo insurgente, o Harakah al-Yaqin, resultando na morte de pelo menos 40 combatentes. Foi o primeiro grande ressurgimento do conflito desde 2001. Em novembro de 2016, a violência irrompeu novamente, elevando o número de mortos para 134.
Na manhã de 25 de agosto de 2017, o Exército de Salvação dos Ruaingas de Arracão, anteriormente Harakah al-Yaqin, lançou ataques coordenados contra 24 postos policiais e a 552.ª base do Batalhão de Infantaria Leve no Estado de Raquine, deixando 71 mortos. Foi o primeiro grande ataque do grupo desde os confrontos em novembro de 2016.